# Gerd Nefzer
Gerd Nefzer (* 5. Juli 1965 in Schwäbisch Hall als Gerd Feuchter) ist ein deutscher Spezialeffektkünstler. Er gewann den Oscar für Beste visuelle Effekte für Blade Runner 2049 (2018), Dune (2022) und Dune: Part Two (2025).

## Leben
Gerd Nefzer studierte Agrartechnik und arbeitete zunächst als Landwirt. In den 1980er Jahren stieg Nefzer in die Firma Nefzer Special Effects ein, die von seinem Schwiegervater Karl Nefzer 1968 im baden-württembergischen Schwäbisch Hall als Verleih von Filmautos und -waffen gegründet wurde. Gemeinsam mit seinem Schwiegervater und dessen Sohn Uli Nefzer baute er die Special-Effects-Sparte des Unternehmens auf. Nach der Wende 1989 wurde eine Filiale in Potsdam gegründet. Die Nefzer Babelsberg GmbH ist eine 50-prozentige Tochter von Studio Babelsberg und auf dessen Filmstudiogelände in Babelsberg ansässig.
Ende Juni 2018 wurde Nefzer ein Mitglied der Academy of Motion Picture Arts and Sciences.
Im Jahr 2018 gewann er gemeinsam mit John Nelson, Paul Lambert und Richard R. Hoover den Oscar für die besten visuellen Effekte in Blade Runner 2049. Seinen zweiten Oscar gewann er 2022 ebenfalls in der Kategorie Beste visuelle Effekte für Dune, gefolgt von seinem dritten Oscar für Dune: Part Two im Jahr 2025.

## Filmografie (Auswahl)
- 1991: Die Strauß-Dynastie (Miniserie)
- 1994: Die unendliche Geschichte 3 – Rettung aus Phantásien
- 1995: Das Versprechen
- 1995: Rob Roy
- 1996: Happy Weekend
- 1997: Rossini – oder die mörderische Frage, wer mit wem schlief
- 1999: Bis zum Horizont und weiter
- 1999: Hinter dem Regenbogen
- 2000: Anatomie
- 2000: Die Stille nach dem Schuss
- 2000: Otto – Der Katastrofenfilm
- 2000: Lost Killers
- 2001: Duell – Enemy at the Gates (Enemy at the Gates)
- 2001: Army Go Home!
- 2001: Viktor Vogel – Commercial Man
- 2002: Resident Evil
- 2002: Equilibrium
- 2002: Highway
- 2003: Anatomie 2
- 2004: In 80 Tagen um die Welt (Around the World in 80 Days)
- 2004: Alien vs. Predator
- 2005: Flightplan – Ohne jede Spur (Flightplan)
- 2005: Æon Flux
- 2006: Eragon – Das Vermächtnis der Drachenreiter (Eragon)
- 2007: Ein fliehendes Pferd
- 2008: Die Chroniken von Narnia: Prinz Kaspian von Narnia (The Chronicles of Narnia: Prince Caspian)
- 2008: Krabat
- 2009: The International
- 2009: Inglourious Basterds
- 2009: Das weiße Band – Eine deutsche Kindergeschichte
- 2009: Pandorum
- 2009: Ninja Assassin
- 2009: Die Päpstin
- 2011: Wer ist Hanna? (Hanna)
- 2011: Your Highness
- 2011: Die drei Musketiere (The Three Musketeers)
- 2011: Anonymus
- 2011: Zimmer 205
- 2013: Hänsel und Gretel: Hexenjäger (Hansel & Gretel: Witch Hunters)
- 2013: Stirb langsam – Ein guter Tag zum Sterben (A Good Day to Die Hard)
- 2014: Monuments Men – Ungewöhnliche Helden (The Monuments Men)
- 2014: Grand Budapest Hotel (The Grand Budapest Hotel)
- 2014: Die Tribute von Panem – Mockingjay Teil 1 (The Hunger Games: Mockingjay – Part 1)
- 2015: Bridge of Spies – Der Unterhändler (Bridge of Spies)
- 2015: Die Tribute von Panem – Mockingjay Teil 2 (The Hunger Games: Mockingjay – Part 2)
- 2016: The First Avenger: Civil War
- 2016: A Cure for Wellness
- 2017: Berlin Falling
- 2017: Blade Runner 2049
- 2018: Red Sparrow
- 2021: Dune
- 2023: John Wick: Kapitel 4
- 2024: Dune: Part Two

## Auszeichnungen
- 2018: Oscar in der Kategorie Beste visuelle Effekte für Blade Runner 2049
- 2018: British Academy Film Award in der Kategorie Beste visuelle Effekte für Blade Runner 2049
- 2022: Oscar in der Kategorie Beste visuelle Effekte für Dune
- 2022: British Academy Film Award in der Kategorie Beste visuelle Effekte für Dune
- 2025: British Academy Film Award in der Kategorie Beste visuelle Effekte für Dune: Part Two
- 2025: Oscar in der Kategorie Beste visuelle Effekte für Dune: Part Two